# أرنو فنسنت
أرنو فنسنت (بالفرنسية: Arnaud Vincent) هو متسابق دراجات نارية فرنسي فاز ببطولة سباق الجائزة الكبرى للدراجات النارية. نافس في سباقات بطولة العالم لفئة 250 سي سي ولفئة 125 سي سي ولفئة 50 سي سي. كما شارك في بطولة العالم للسوبرسبورت.

## البطولات
- سباق الجائزة الكبرى للدراجات النارية 2002

## روابط خارجية
- أرنو فنسنت على موقع MotoGP.com (الإنجليزية)
- أرنو فنسنت على موقع WorldSBK.com (الإنجليزية)